# Avante! (hebdomadaire portugais)
Avante ! ( En avant ! ) est le journal du Parti communiste portugais (PCP). Fondé en 1931, sa parution est hebdomadaire. La devise du journal est Prolétaires de tous les pays, unissez-vous ! et figure en tête de chaque édition du journal depuis le tout premier numéro. Son siège est à Lisbonne.

## Histoire

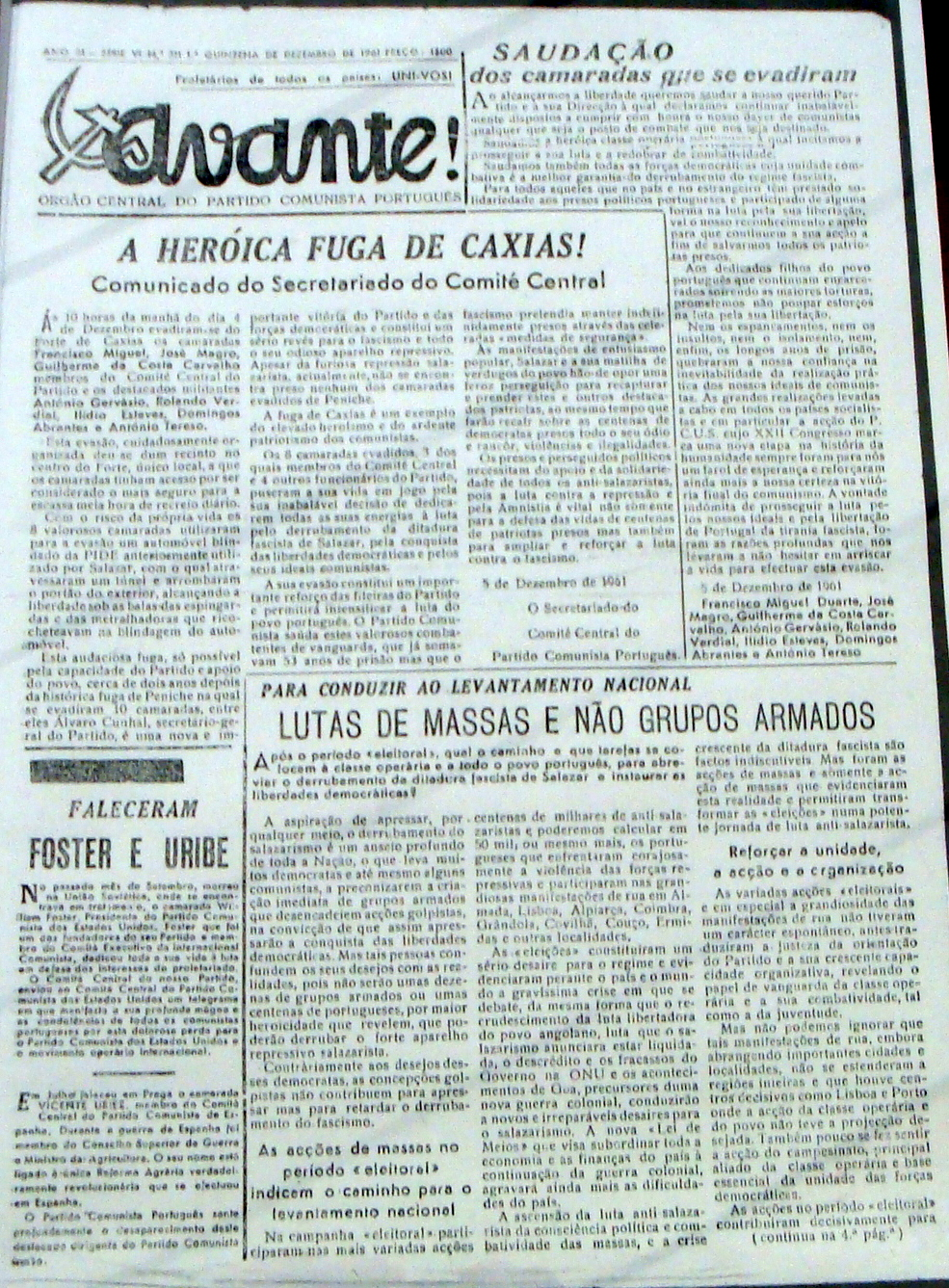
Une de décembre 1961 (clandestine)

Le 15 février 1931 paraît le premier numéro d'"Avante !", publiant un appel "Au prolétariat du Portugal", "appelant ceux qui souffrent à rejoindre les rangs révolutionnaires". Dans les années suivantes, les numéros d'"Avante!"  sortent irrégulièrement, principalement du fait de la répression de l'Estado Nuovo. Il continue sa parution et, dans les années 37/38, il parvient à paraitre hebdomadairement.
À partir d'août 1941 et dans le cadre du mouvement de "réorganisation" du PCP, l'"Avante !" parvient à paraitre à un rythme régulier, maintenu jusqu'à nos jours Pendant la guerre et jusqu'à la défaite du nazisme, l'"Avante !"  c'est le seul journal qui relate librement le déroulement du conflit, les crimes nazis et le rôle fondamental de l'Union soviétique dans la victoire sur l'Axe.
Au cours des années 1950, la répression anticommuniste s'intensifie et Militão Ribeiro, principal architecte de la réorganisation du journal et des imprimeries du PCP est assassiné. L'"Avante !"  continue de promouvoir les luttes sociales et politiques, se proclamant "une voix que la censure ne musellera pas".
Les années 60, décennie marquée par les guerres coloniales du Portugal permet à  l'"Avante !" de s'illustrer en donnant voix aux idées et aux sentiments profondément anticolonialistes des communistes portugais.
A la faveur de la Révolution des œillets de 1974, l'"Avante !"  paraît légalement pour la toute première fois. Le 17 mai, la participation des communistes au Gouvernement provisoire est annoncée et l'"Avante !"  devient très populaire dans l'ensemble du pays, allant jusqu'à tirer à près d'un demi-million d'exemplaires. La première "Festa do Avante !" a eu lieu en 1976, à la FIL, et s'est imposée comme l'événement politique et culturel le plus important du pays.
Par la suite, le journal a perdu de son influence, tout en conservant une certaine audience dans le monde ouvrier, principalement dans les régions à forte implantation communiste, telles que Lisbonne, Setúbal et l'Alentejo.

## Autres activités

### Festa do Avante!
Le journal prête son nom à un célèbre festival organisé par le PCP, la Fête de l'Avante !. Le festival bénéficie généralement de la participation de centaines de milliers de visiteurs, ce qui fait que l'extérieur du terrain ressemble à un parc de camping géant. L'événement consiste en un festival de musique de trois jours, avec des centaines de groupes et d'artistes portugais et internationaux sur cinq scènes différentes. Une part de l'événement est consacrée à la gastronomie, à des débats, à un salon du livre et de la musique, à des représentations théâtrales et des événements sportifs. Cet événement est l'équivalent de la Fête de l'Humanité en France.

### Edições «Avante!»
Le journal dispose d'une maison d'éditions à son nom, publiant les textes officiels du PCP, les traductions en portugais des œuvres de Marx, Engels et Lénine, de nombreux textes d'Álvaro Cunhal ainsi que divers ouvrages traitant de l'actualité politique portugaise et internationale, de philosophie ou de l'histoire du PC portugais.